# Sebastiano Festa
Sebastiano Festa (* möglicherweise in Villafranca Subauda bei Turin; † 31. Juli 1524 in Rom) war ein italienischer Komponist und Sänger der Renaissance.

## Leben und Wirken
Von Sebastiano Festa ist das Geburtsdatum nicht überliefert, auch über sein Leben gibt es nur wenige Informationen. Es gibt Indizien, dass er ein Bruder oder anderer Verwandter von Costanzo Festa gewesen ist. Auf einen näheren Bezug zu letzterem deutet zumindest hin, dass in dem Manuskript Ms. Q 19 (»Rusconi-Codex«) des Liceo musicale in Bologna mit Datum vom 10. Juni 1518 Sebastianos Name steht, diese Urkunde wohl von ihm angelegt wurde und außer seinen Kompositionen auch die seines Verwandten Costanzo reich vertreten sind. Der US-amerikanische Musikforscher James Haar schloss im Jahr 2001 aus der geringen Zahl von Sebastianos Werken, dass er um die Mitte der 1490er Jahre geboren wurde und mit relativ jungen Jahren verstorben ist. Für diese Annahme spricht auch, dass Festas Vater Jacobinus Festa da Villafranca im Jahr 1522 noch gelebt hat.
Sebastiano Festa stammte mit großer Wahrscheinlichkeit aus einer wohlhabenden Familie aus dem Ort Villafranca bei Turin, wo er vielleicht auch seine frühe Ausbildung bekommen hatte. Im April 1520 bekam Sebastiano von Papst Leo X. eine Pfründe am Dom von Turin. Außerdem gibt es einen Brief von Giulia Gonzaga vom 13. Oktober 1520, in dem steht, dass Sebastiano Festa in dieser Zeit in den Diensten des Bischofs von Mondovì (in der Nähe von Turin), Ottobono Fieschi gestanden hat; letzterer hielt sich als päpstlicher Pronotar in Rom auf. Musikhistoriker vermuten, dass Festa zu dem Kreis von Musikern gehörte, die im Gefolge von Leo X. waren, und zu dem außer Costanzo Festa beispielsweise auch Elzèar Genet (alias Carpentras), Bernardo Pisano und Philippe Verdelot zu zählen sind. Nach dem Tod von Bischof Fieschi im Jahr 1522 ist Festa offenbar in Rom geblieben; im November 1522 hat er die Verwaltung seiner Pfründe in Turin auf seinen Vater Jacobinus übertragen. Über die weiteren Aktivitäten von Sebastiano Festa während seiner letzten beiden Lebensjahre in Rom sind bisher keine Informationen aufgefunden worden.

## Bedeutung
Das weltliche Vokalwerk von Sebastiano Festa ist nicht sehr umfangreich; aus diesem geht hervor, dass der Komponist zusammen mit Costanzo Festa, Pisano und Verdelot zu den ersten Madrigal-Komponisten im frühen 16. Jahrhundert gehörte, als es diesen Gattungsbegriff noch gar nicht gab. Es ist erkennbar, dass die Einfachheit von Festas Sätzen aus seinem Respekt vor den Texten herrührte; diese Einfachheit war von besonderer Bedeutung für die spätere Entwicklung des Madrigals. In der Kompositionsgeschichte sind diese Werke zum einen aus der Frottola, zum anderen aus der französischen Chanson hervorgegangen; allerdings zeichnen sich Festas Stücke durch einen hohen literarischen Anspruch der Texte aus, nachdem diese entweder von Francesco Petrarca selbst stammen oder aus dessen Tradition. Die Vertonung der Strophen mit unregelmäßigen Betonungen (in Sonett, Canzone oder im poetischen Madrigal) gilt als erheblich anspruchsvoller als beispielsweise in der homorhythmischen Frottola oder in dem Strambotto. Imitationen kommen in Festas Werken nur in geringem Umfang vor. Dagegen ist sein bis heute bekanntestes Stück, die Villotta »L’ultimo dì di maggio«, die in vielen Ausgaben und Einspielungen vorliegt, wegen ihres Textes und ihres tänzerisch-ausgelassenen Charakters eher untypisch für Sebastiano Festa.
Erheblich kunstvoller als die weltlichen Werke Festas sind die wenigen überlieferten Motetten des Komponisten, aber auch in diesen Stücken überwiegt der akkordische Satz, was für diese Zeit durchaus ungewöhnlich war. Sie zeigen einen besonders eigentümlichen Satzstil. In einer Veröffentlichung aus dem Jahr 1955 bemerkt der dänische Musikwissenschaftler Knud Jeppesen hierzu, dass diese Stücke »von einer musikalischen Eigenart sind, von der man gern einen klareren Eindruck gewinnen möchte, als es die wenigen Quellen erlauben«.

## Werke
- Geistliche Werke (Motetten)
  - Angele Dei zu vier Stimmen
  - Haec est illa dulcis rosa zu vier Stimmen
  - In illo tempore postquam consummati sunt zu vier Stimmen
  - Virgo gloriosa zu vier Stimmen
- Weltliche Werke
  - Amor che mi tormenti zu vier Stimmen. In: Canzoni Frottole et Capitoli da diversi eccellentissimi musici composti. Libero primo della croce, Rom 1526
  - Amor che vedi ogni pensiero zu vier Stimmen (Text: Petrarca), Festas Autorschaft unsicher
  - Amor quando fioriva zu vier Stimmen (Text: Petrarca), Festas Autorschaft unsicher
  - Amor se vuoi ch’io torni zu vier Stimmen (Text: Petrarca)
  - Ben mi credea passar zu vier Stimmen (Text: Petrarca)
  - Come senza costei viver zu vier Stimmen (Text: Luca Valenziano Derlonese)
  - Hor vedi Amore che giovinetta donna zu vier Stimmen (Text: Petrarca), Festas Autorschaft unsicher
  - L’ultimo dì di maggio zu vier Stimmen
  - Nova angeletta sovra l’ale accorta zu vier Stimmen (Text: Petrarca); Festas Autorschaft unsicher
  - O passi sparsi o pensier zu vier Stimmen (Text: Petrarca)
  - Perch’ al viso d’amor zu vier Stimmen (Text: Petrarca)
  - Perche quel che mit trasse zu vier Stimmen (Text: Petrarca)
  - Poi ch’io parti da cui partir zu vier Stimmen, Festas Autorschaft unsicher
  - Quel foco ch’io pensai zu vier Stimmen, Festas Autorschaft unsicher
  - Quando el suave mio conforto zu vier Stimmen (Text: Petrarca), Festas Autorschaft unsicher
  - Se amor qualche rimedio zu vier Stimmen. In: Madrigali di diversi musici libero primo della sirena, Rom 1530
  - Se l’aura porge a l’ombra zu sechs Stimmen, Festas Autorschaft unsicher
  - Se’l pensir che mi strugge zu vier Stimmen (Text: Petrarca)
  - Vergine sacra benedetta zu vier Stimmen.

## Ausgaben
- In illo tempore postquam consummati sunt in R. Heyink 1994 (siehe Literatur)
- Stücke aus Répertoire international des sources musicales 1526. In: Canzoni, Frottole et Capitoli da diversi Eccellentissimi Musici Composti. Libero primo della croce, hrsg. von W. F. Prizer, Madison / Wisconsin 1978
- Faksimile-Ausgabe der ersten drei Motetten in: J. A. Owens (Hrsg.) 1988, siehe Literatur
- moderne Partiturausgabe von Angele Dei auch in Italia sacra musica, Band 2, hrsg. von Knud Jeppesen, Kopenhagen 1962, S. 184–187
- mehrere Madrigale in Music of the Florentine Renaissance, Band 1, hrsg. von F. A. D’Accone, ohne Ortsangabe 1966 (= Corpus mensurabilis musicae Nr. 32,1), dort Bernardo Pisano zugeschrieben.